# Perquisition de Mar-a-Lago

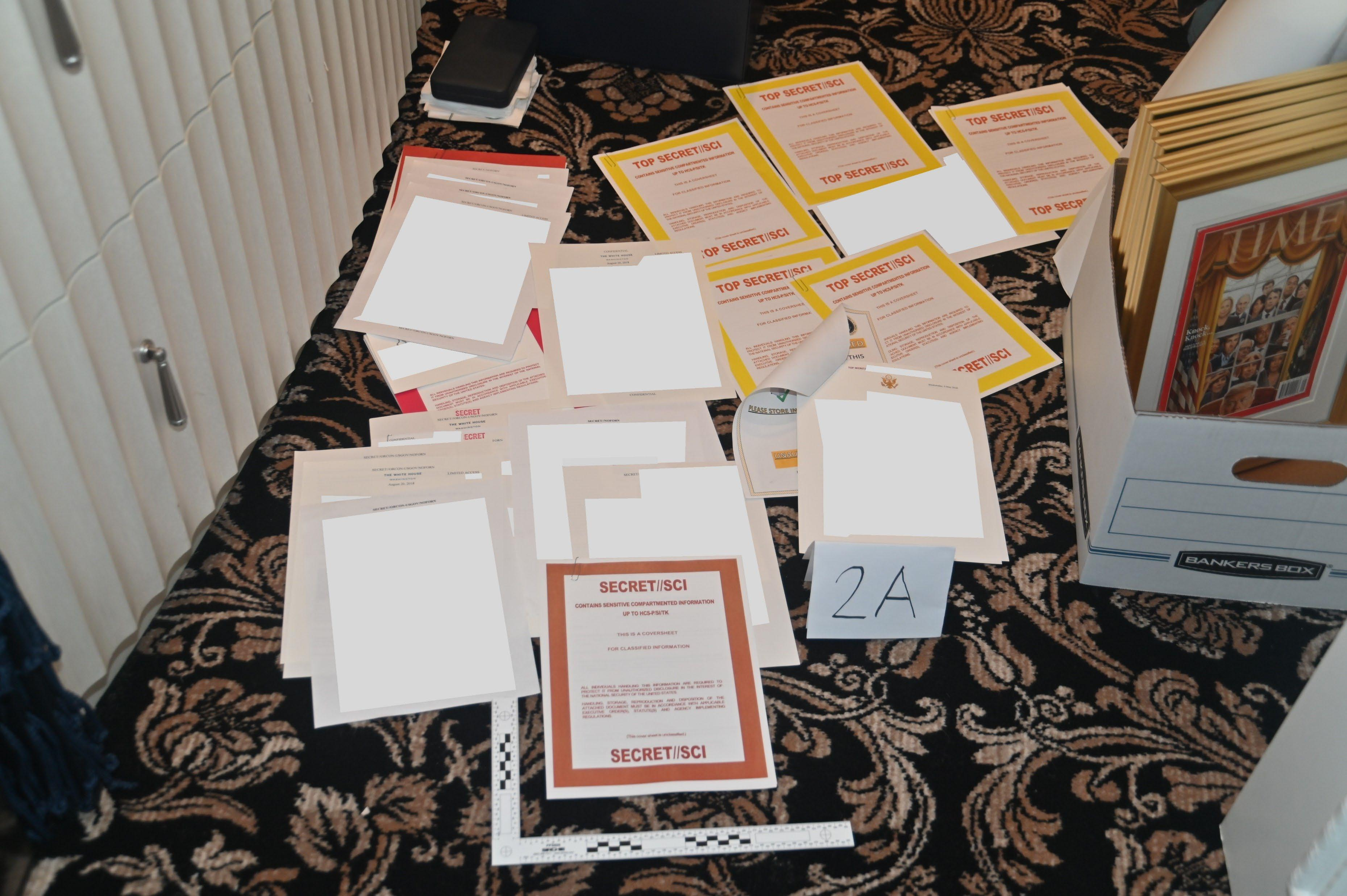
Preuves saisies, rangées et photographiées par le FBI à Mar-a-Lago.

La perquisition de Mar-a-Lago est survenue le 8 août 2022 lorsque le Federal Bureau of Investigation (FBI) a exécuté un mandat de perquisition dans le complexe Mar-a-Lago à Palm Beach, en Floride, la résidence de Donald Trump, ancien président des États-Unis.
La demande de mandat de perquisition a été autorisée par le procureur général américain Merrick Garland et approuvée par le juge magistrat Bruce Reinhart, à la suite d'une saisine pénale par la National Archives and Records Administration (NARA). L'ordonnance, descellée quelques jours après la perquisition, montrait que le FBI avait obtenu le mandat de perquisition dans le cadre d'une enquête sur Trump concernant trois lois pénales fédérales :
- violations de la loi sur l'espionnage concernant la rétention non autorisée d'informations sur la défense nationale
- détruire ou dissimuler des dossiers "dans l'intention d'entraver ou d'influencer" l'activité du gouvernement fédéral
- l'enlèvement ou la destruction illégale de documents du gouvernement fédéral (sans égard à la cause).

Plus tard, les tribunaux ont rendu publique une version fortement expurgée de l'affidavit expliquant les objectifs du FBI dans cette recherche et une liste détaillée de ce que le FBI a saisi.
En 2021, NARA a tenté de récupérer du matériel, et Trump a parcouru le matériel en sa possession à la fin de cette année. Des images de surveillance assignées à comparaître par le département de la Justice en juin 2022 ont montré que des boîtes avaient été déplacées dans et hors d'une salle de stockage à un moment donné. Le département de la Justice a déclaré que les documents classifiés à Mar-a-Lago étaient probablement "cachés et enlevés" pour bloquer l'enquête.
Plus de 11 000 documents gouvernementaux ont été récupérés. Ils comprenaient des informations liées au nucléaire et des informations du FBI, de la CIA et de la NSA sur les intérêts de sécurité nationale. Parmi ces documents, 325 ont été classifiés : 184 remis en janvier 2022, 38 remis sur assignation en juin 2022, et 103 saisis lors de la perquisition d'août à Mar-a-Lago.

## Contexte

### Manipulation, stockage et disposition des dossiers du gouvernement américain
Le Presidential Records Act (en) (44 USC ch. 22) établit que les archives présidentielles appartiennent aux États-Unis et doivent être remises à l'archiviste des États-Unis à la fin du mandat d'un président (ou d'un deuxième mandat, s'il est consécutif). Le plus souvent, ces archives sont ensuite accessibles dans les bibliothèques présidentielles. L'enlèvement et la rétention non autorisés d'informations classifiées du gouvernement des États-Unis constituent une infraction pénale en vertu de la loi fédérale américaine. C'est un crime depuis la promulgation de la loi de 2017 sur la réautorisation des modifications de la FISA, qui a été promulguée par le président Donald Trump en janvier 2018 et a augmenté la peine d'emprisonnement maximale pour cette infraction d'un an à cinq ans.

#### Lois pénales énumérées sur le mandat de perquisition
Le mandat de perquisition et l'affidavit qui l'accompagnait énuméraient trois lois pénales fédérales comme base de l'enquête : "18 USC §§ 793, 2071, 1519". Les articles cités sont :
- L'article 793, promulgué dans le cadre de la loi sur l'espionnage de 1917, fait de la conservation ou de la divulgation non autorisée de documents liés à la défense nationale, qui pourraient être utilisés pour nuire aux États-Unis ou aider un adversaire étranger, un crime. La peine maximale est de 10 ans de prison. La loi sur l'espionnage a été adoptée avant le développement du système de classification moderne du gouvernement des États-Unis, et ne fait donc pas référence au statut de classification des documents. Les "informations de défense nationale" non classifiées seraient toujours couvertes par la loi sur l'espionnage. Comme l'a noté le Service de recherche du Congrès, "l'affidavit à l'appui du mandat se concentre sur le paragraphe (e), qui s'applique lorsqu'un individu est en possession non autorisée de certaines informations relatives à la défense nationale".
- Le § 2071 criminalise le vol ou la destruction de documents gouvernementaux, indépendamment de leur pertinence pour la sécurité nationale. La peine maximale est de 10 ans de prison.
- L'article 1519, promulgué dans le cadre de la loi Sarbanes-Oxley, érige en infraction le fait de détruire ou de dissimuler des documents ou des dossiers, indépendamment de leur pertinence pour la sécurité nationale, "dans l'intention d'entraver ou d'influencer l'enquête ou la bonne administration de toute affaire" relevant de la compétence de tout ministère ou organisme fédéral. La peine maximale est de 20 ans de prison.

#### Documents classifiés et présidence
À partir de 1940, les présidents américains ont utilisé les pouvoirs constitutionnels et statutaires du président des États-Unis pour créer des systèmes de classification par le biais de décrets. Le Code of Federal Regulations contient des règles pour le matériel classifié comme 32 CFR 2001.
En règle générale, le président et le Conseil de sécurité nationale des États-Unis établissent la politique de sécurité de l'information, telle que le partage et la classification des informations. La surveillance quotidienne du système de classification à l'échelle du gouvernement est gérée par le Bureau de surveillance de la sécurité de l'information (ISOO ), une composante des Archives nationales.

##### Déclassification, pouvoirs présidentiels et règlements
Depuis la décision de la Cour suprême dans l'affaire Department of the Navy v. Egan, il existe un consensus sur le fait qu'un président en exercice dispose de larges pouvoirs constitutionnels pour classer (et déclassifier) les informations. Cependant, il existe des procédures pour le faire. À la suite des affirmations de l'ancien président Trump selon lesquelles les documents trouvés à Mar-a-Lago avaient été déclassifiés, le Service de recherche du Congrès a publié un document d'orientation en août 2022 mettant en évidence les réglementations pertinentes : selon 32 CFR 2001.25, le processus de déclassification nécessite des marquages "appliqués de manière uniforme et visible à ne laisser aucun doute sur le statut déclassifié de l'information et sur qui a autorisé la déclassification".

##### Protocoles en cas de perte ou de compromission de matériel classifié
Les réglementations fédérales exigent que "toute personne qui a connaissance que des informations classifiées ont été ou peuvent avoir été perdues, éventuellement compromises ou divulguées à une ou des personnes non autorisées doit immédiatement signaler les circonstances à un fonctionnaire désigné à cette fin". Les réglementations exigent également que le directeur de l'ISOO soit informé si les informations classifiées spécifiques pourraient attirer "l'attention publique significative", si les informations en question sont volumineuses ou si une vulnérabilité clé a été exposée. Le département de la Justice doit également être consulté en cas de suspicion de criminalité.

### Gestion par Trump des dossiers du gouvernement américain pendant son mandat
Au cours de son mandat, l'attitude de Trump envers les informations classifiées et leur traitement (en) avaient inquiété les responsables du renseignement fédéral américain. Son comportement a conduit à la méfiance envers les agences de renseignement et d'application de la loi qui ont également été alarmées par le mélange de Trump avec des invités lors de ses fréquents voyages à Mar-a-Lago, considérant la pratique comme "mûre pour être exploitée par un service d'espionnage étranger désireux d'accéder à l'épicentre de la puissance américaine". En 2021, Trump aurait déclaré à ses proches collaborateurs qu'il considérait certains documents présidentiels, comme la correspondance avec le dictateur nord-coréenne Kim Jong-un, comme sa propriété personnelle.

#### Destruction des archives présidentielles
Trump a régulièrement déchiqueté des papiers "à la fois sensibles et banals" à la Maison Blanche, à Mar-a-Lago et sur Air Force One, malgré les avertissements répétés d'au moins deux de ses chefs de cabinet et du conseiller juridique de la Maison-Blanche. Ses assistants avaient développé des pratiques et des protocoles spéciaux au début de sa présidence pour récupérer les piles de papier déchiré et tenter de recoller les documents avec l'aide de membres du personnel du bureau du secrétaire du personnel (en) ou de l'équipe des opérations du bureau ovale.
Tous les matériaux n'ont pas été récupérés. Les membres du personnel de la Maison Blanche de Trump ont fréquemment utilisé des "sacs à brûler (en)" pour détruire des documents. À au moins deux reprises, Trump aurait jeté des documents dans les toilettes de la résidence de la Maison Blanche.

#### Départ du bureau
Le mandat présidentiel de Trump s'est terminé à midi le 20 janvier 2021. Son départ de la Maison Blanche a été "précipité et chaotique". Au cours des dernières semaines de la présidence Trump, le personnel de la Maison Blanche a démissionné et ses assistants ont démissionné, laissant une quantité croissante de travail à un nombre décroissant d'employés. Un ancien assistant de Trump a déclaré qu'ils avaient "30 jours de retard sur ce que serait une administration typique", le chef de cabinet de la Maison Blanche Mark Meadows et Trump s'intéressant peu à la préservation des dossiers présidentiels. Le Wall Street Journal a cité un ancien collaborateur disant : "Si vous ne commencez à faire vos bagages qu'avec deux jours de retard, vous manquez de temps. Et si c'est lui qui jette les choses dans des cartons, qui sait ce qui pourrait arriver?"
La veille de son départ, Trump a désigné sept hauts responsables de l'administration Trump, dont Meadows, l'avocat de la Maison Blanche Pat Cipollone (en) et l'avocat adjoint de la Maison Blanche Patrick F. Philbin (en), "comme ses représentants pour gérer toutes les futures demandes de dossiers présidentiels" pour se conformer à la loi sur les archives présidentielles. Trump a par la suite informé la NARA d'ajouter Kash Patel, un ancien fonctionnaire de l'administration Trump, et le journaliste John Solomon (en) comme "représentants pour l'accès aux archives présidentielles de mon administration".

#### Post-présidence
Le chef de l'État américain ne détient pas d'habilitation de sécurité formelle, et n'est ni "lu" ni ne "lit" des affaires classifiées, mais selon l'ancien chef de cabinet John F. Kelly, Trump aurait dû recevoir un briefing de sortie "en certains espèrent qu'il ne violera pas toutes ces règles sur les documents classifiés. Le message important aurait été : 'Une fois que vous n'êtes plus président, toutes les règles s'appliquent à vous'".
Au début de son mandat, le président Joe Biden a interdit à Trump de recevoir les briefings de renseignement de courtoisie traditionnellement donnés aux anciens présidents, citant le "comportement erratique" de Trump. C'est la première fois que l'accès d'un ancien président aux briefings classifiés est refusé.

## Événements menant à la perquisition

### Actions de la NARA pour récupérer les dossiers présidentiels de Mar-a-Lago
En mai 2021, la National Archives and Records Administration (NARA), l'agence fédérale qui conserve les archives gouvernementales, s'était rendu compte que des documents présidentiels manquaient, notamment la correspondance de Trump avec le dictateur nord-coréen Kim Jong-un ainsi que la carte modifiée de l'ouragan Dorian, et a contacté les représentants de Trump. Le 6 mai, la NARA a envoyé un e-mail aux avocats de Trump avec la demande de leur "assistance immédiate" pour restituer les "environ deux douzaines" de boîtes qui se trouvaient encore dans la résidence de Trump à la Maison Blanche dans les derniers jours de sa présidence. Cipollone avait alors indiqué qu'ils devaient être transférés à la NARA, mais ils ont été envoyés en Floride. En juin 2021, la NARA a demandé à un ancien avocat du bureau du conseiller juridique de Trump de la Maison Blanche de renvoyer la correspondance de Trump avec Kim Jong Un en utilisant FedEx. La NARA a négocié avec les avocats de Trump tout au long de 2021, demandant le retour du matériel.
Trump aurait parcouru les cartons de Mar-a-Lago fin 2021.
En janvier 2022, la NARA a récupéré 15 boîtes de documents, cadeaux et autres biens du gouvernement de Mar-a-Lago qui auraient dû être transférés à la NARA à la fin du mandat de Trump. Les boîtes comprenaient des documents de la CIA, du FBI et de l'Agence de sécurité nationale sur différents sujets d'intérêt pour la sécurité nationale. Les archivistes et les agents fédéraux ont déterminé que 184 documents uniques (totalisant 700 pages) avaient des marques de classification, dont 25 documents étaient marqués "top secret", 92 "secret" et 67 "confidentiel". Ce matériel comprenait :
- des "informations sensibles sur la sécurité nationale", y compris le renseignement électromagnétique et les lettres de Kim
- des documents régis par des programmes d'accès spéciaux (en) (SAP), un type de protocole réservé aux opérations américaines extrêmement sensibles menées à l'étranger, destiné à limiter considérablement l'accès à l'information
- des documents portant la mention "HCS, FISA, ORCON, NOFORN et SI (en)"

Les documents ont été stockés dans une installation d'information compartimentée sensible (en) (SCIF) pendant que les responsables du département de la Justice réfléchissaient à la manière de procéder.

### Lancement d'une enquête criminelle et émission des assignations à comparaître par le FBI et le département de la Justice
Le  9 février 2022, les Archives nationales ont envoyé une saisine pénale au département de la Justice (DOJ). À la suite d'un examen initial, le DOJ a ouvert une enquête pénale et lancé un processus de grand jury en avril 2022. Le même mois, le DOJ a ordonné à la NARA de ne pas partager plus de détails sur les matériaux récupérés à Mar-a-Lago avec le House Oversight Committee (en), indiquant que le FBI avait ouvert une enquête criminelle. Le FBI a interrogé des responsables de l'administration Trump et des aides à Mar-a-Lago au sujet du traitement des dossiers présidentiels, dont l'ancien avocat de la Maison Blanche Pat Cipollone et son ancien adjoint Patrick Philbin.
Tom Fitton (en), président du groupe militant Judicial Watch, a conseillé à Trump en février 2022 de ne plus donner de dossiers à la NARA. Comme justification, Fitton a cité une affaire de 2012 dans laquelle un juge fédéral a déclaré que la NARA n'avait pas le pouvoir de désigner des documents comme "dossiers présidentiels" et qu'elle n'avait pas non plus le droit de saisir des documents. Ce cas concernait des bandes audio de l'historien Taylor Branch interviewant en privé son ami, Bill Clinton, pendant la présidence de Clinton. Bien que la NARA ait précédemment déclaré que les bandes étaient une propriété privée, Judicial Watch a demandé à la NARA de saisir les bandes et de les remettre à Judicial Watch. Le juge a rejeté la poursuite.
Le  12 avril 2022, la NARA a déclaré qu'elle laisserait le FBI accéder aux documents récupérés à Mar-a-Lago. Les avocats de Trump ont cherché à retarder ce résultat. Le 10 mai, Debra Steidel Wall, l'archiviste par intérim des États-Unis, a écrit à l'avocat de Trump, M. Evan Corcoran, pour réitérer que Trump avait emporté avec lui des centaines de pages de documents classifiés, y compris des documents hautement classifiés des programmes d'accès spécial, et que leurs négociations prolongées sur le prétendu privilège de l'exécutif retardaient les enquêtes et les évaluations des menaces déjà en cours. Elle a dit que sur la base d'un conseiller juridique, elle avait décidé de ne pas honorer leur demande de retards supplémentaires. Un allié de Trump a rendu la lettre publique le 22 août. Lorsque la NARA a fourni au FBI l'accès aux dossiers qu'il a récupérés, le FBI a fourni des copies à des agences individuelles de la communauté du renseignement des États-Unis pour effectuer des examens de classification et déterminer si leur divulgation pourrait mettre en danger des sources sensibles.
Le DOJ a émis une assignation à comparaître du grand jury aux Archives nationales pour l'accès aux documents classifiés le 12 mai. Le DOJ a émis une autre assignation à Trump demandant d'autres documents censés être en sa possession. Les conseillers de Trump l'ont exhorté à plusieurs reprises à se conformer pleinement à l'assignation, malgré son désir de conserver certains documents. Selon le New York Times, Trump a déclaré à ses conseillers au printemps 2022 qu'il avait rendu tous les dossiers du gouvernement et qu'il ne voulait pas discuter davantage de la question.
Des enquêteurs du DOJ et du FBI ont rencontré les avocats de Trump à Mar-a-Lago le 3 juin pour obtenir plus d'informations sur le retrait inapproprié de documents classifiés. Le FBI a signifié l'assignation à comparaître aux avocats de Trump, et l'un de ces avocats a donné aux agents 38 documents classifiés portant les marques HCS, SI et FISA dans "une seule enveloppe Redweld, doublement emballée dans du ruban". Au cours de cette visite, cependant, les agents du FBI ont remarqué plus de 50 boîtes dans la salle de stockage, et avec l'aide d'un informateur, le DOJ en est venu à croire que davantage de documents classifiés restaient sur les lieux.
Après la réunion du 3 juin, les avocats de Trump, Evan Corcoran et Christina Bobb, ont rédigé et signé une déclaration écrite au DOJ attestant que tous les documents classifiés avaient été restitués, selon le New York Times, qui a déclaré avoir vérifié les informations auprès de quatre sources. Deux mois plus tard, après la révélation du mensonge, le Times a rapporté que la déclaration signée indiquait peut-être que l'équipe juridique de Trump n'avait pas été franche avec les enquêteurs fédéraux au sujet du matériel.
Le 8 juin, le FBI a dit à l'équipe de Trump de mieux sécuriser la zone de stockage, alors les aides de Trump ont ajouté un cadenas à la pièce. Moins de deux semaines plus tard, Trump a notifié à la NARA d'ajouter Kash Patel, un ancien fonctionnaire de l'administration Trump, et le journaliste John Solomon comme "représentants pour l'accès aux archives présidentielles de mon administration". Le 24 juin, le FBI a signifié une assignation à comparaître (émise deux jours auparavant) à la Trump Organization pour des images de surveillance à Mar-a-Lago, y compris des vues de l'extérieur de la salle de stockage entre le 10 janvier et le 24 juin. En réponse, le 6 juillet, la Trump Organization a fourni un disque dur. Les images ont montré que des boîtes avaient été déplacées dans et hors de la pièce après un cas où le département de la Justice avait été en contact avec les représentants de Trump.

### Obtention d'un mandat de perquisition du tribunal fédéral par le FBI et le département de la Justice
Les agents fédéraux ont établi une cause probable pour obtenir un mandat de perquisition contre Trump parce que, alors qu'il avait remis certains documents classifiés aux autorités fédérales, les agents soupçonnaient qu'il retenait illégalement d'autres informations classifiées. Le mandat a été obtenu par la Division de la sécurité nationale du département de la Justice à la demande de la NARA pour collecter des éléments que Trump n'avait potentiellement pas remis à la NARA. Le New York Times a rapporté : "Deux personnes informées des documents classifiés qui, selon les enquêteurs, sont restés à Mar-a-Lago ont indiqué qu'ils étaient de nature si sensible et liés à la sécurité nationale que le département de la Justice devait agir". Cependant, le procureur général Merrick Garland avait envisagé pendant des semaines d'approuver ou non la demande de mandat de perquisition, après de nombreuses réunions entre les hauts responsables du DOJ et du FBI.
Le mandat de perquisition a montré que le FBI enquêtait sur Trump pour des violations présumées de trois lois fédérales du titre 18, article 793 (une partie de la loi sur l'espionnage de 1917), section 1519 (partie de la loi Sarbanes–Oxley sur la surveillance fiscale ) et section 2071. Trump n'avait été accusé d'aucun crime. S'il était accusé et condamné en vertu de la troisième loi, Trump serait "disqualifié pour occuper n'importe quel poste aux États-Unis". Cependant, un certain nombre de juristes ont mis en doute la constitutionnalité de cette disposition de la loi.
Le juge magistrat fédéral Bruce Reinhart du tribunal de district américain du district sud de la Floride (en) a approuvé le mandat le 5 août 2022. Reinhart, qui a la réputation d'être particulièrement prudent, avait auparavant été procureur fédéral pour un décennie, a été identifié à tort par certaines sources comme étant une personne nommée par Trump, mais le poste est en fait celui occupé par les tribunaux eux-mêmes.
L'examen et l'approbation des mandats de perquisition est une tâche typique des magistrats fédéraux. Les experts juridiques ont noté que, compte tenu de la grande visibilité de l'opération, la demande de mandat de perquisition (accordé pour un motif probable) aurait d'abord été scrupuleusement examinée par les autorités fédérales. Will Hurd, un ancien agent de la CIA et ancien membre du Congrès républicain du Texas, a déclaré : "Trump et ses avocats ont admis puis remis des documents présidentiels pris de manière inappropriée et stockés à l'extérieur de la Maison Blanche. Bien sûr, le FBI avait probablement cause d'aller en chercher plus".

## Perquisition de Mar-a-Lago

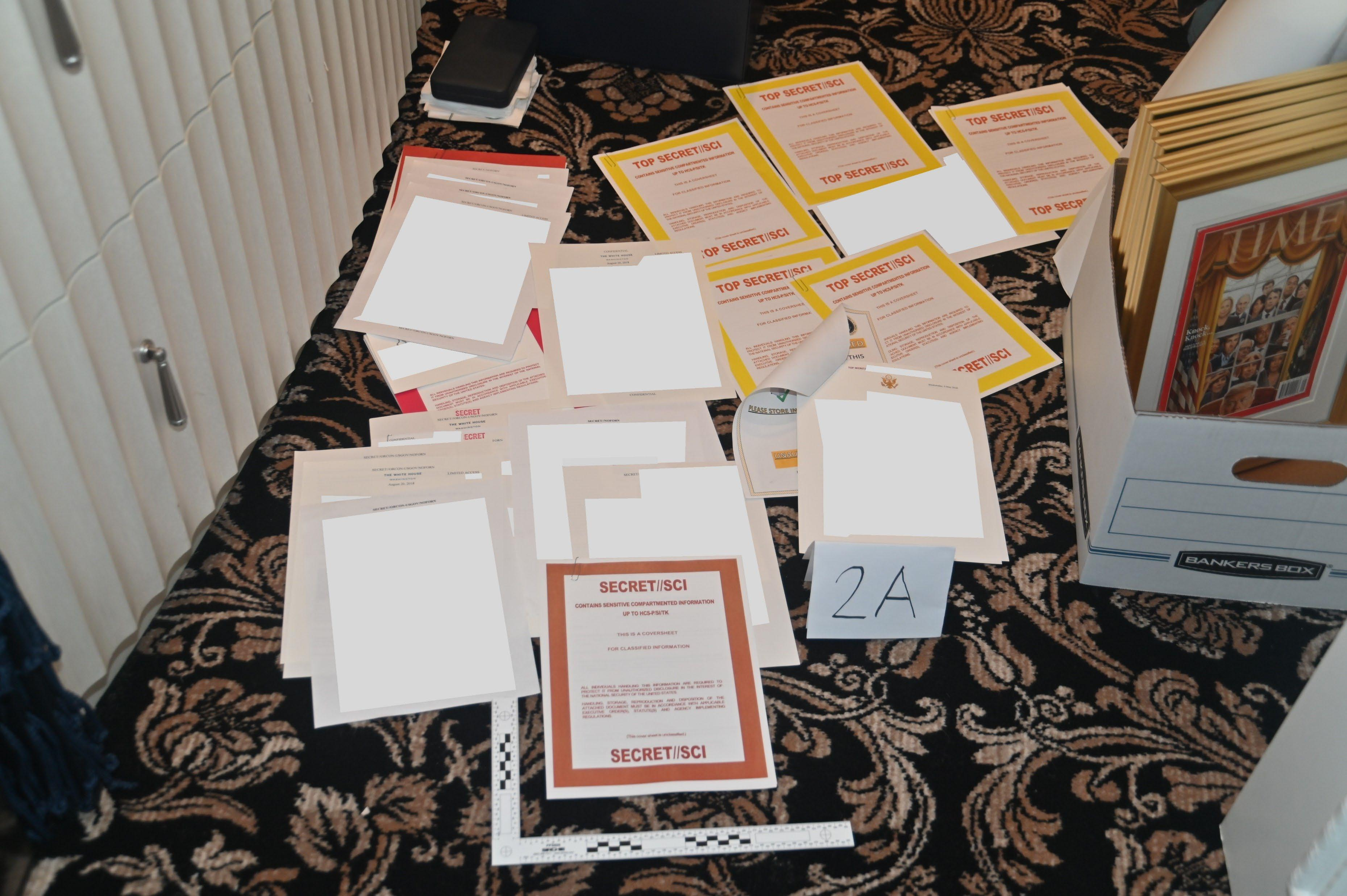
Feuilles de couverture classées et documents trouvés et photographiés lors de la perquisition de Mar-a-Lago. Les zones blanches sont des caviardages.

Le 8 août 2022, à 9 h 0 du matin, des agents du FBI ont fouillé la résidence de Trump à Mar-a-Lago à la recherche du matériel spécifié dans un mandat, y compris du matériel classifié. Le matériel concernait les programmes d'accès spéciaux selon le New York Times et, selon le Washington Post, les armes nucléaires. Le FBI a informé les services secrets de la perquisition quelques heures à l'avance. Le Service Secret a facilité l'accès du FBI à Mar-a-Lago, mais n'a pas participé à la recherche.
Le fils de Trump, Eric Trump, a déclaré sur Fox News qu'il avait reçu un appel au sujet de la recherche et avait informé son père peu de temps après. Deux des avocats de Trump, Christina Bobb et Lindsey Halligan, étaient présents pour la perquisition mais n'ont pas été autorisés à l'intérieur. Trump et sa famille ont regardé à distance la plupart des recherches du FBI depuis New York via un flux vidéo en direct transmis par le système de caméras de sécurité de Mar-a-Lago. Trump et ses avocats ont refusé les demandes du FBI d'éteindre les caméras. Eric Trump a déclaré plus tard que sa famille publierait les images "au bon moment".
Des agents du FBI ont mené la perquisition à l'aide d'"équipes de contamination" pour s'assurer qu'aucune correspondance privilégiée entre Trump et ses avocats n'a été supprimée. Le New York Times a rapporté que les agents du FBI "ont effectué la perquisition d'une manière relativement discrète" et n'ont intentionnellement pas porté les vestes d'agence bleu marine habituelles. Les agents du FBI ont fouillé une unité de stockage au sous-sol, où ils ont percé le cadenas nouvellement installé. Ils ont en outre fouillé ce qu'on appelait le "bureau 45" de Trump, où ils ont ouvert un coffre-fort "de style hôtel" contenant "rien d'important", et enfin la résidence de Trump. Des documents classifiés ont également été récupérés dans des endroits non sécurisés et ont été retrouvés à l'extérieur de la salle de stockage verrouillée. Conformément à la procédure habituelle d'exécution des mandats de perquisition, le FBI a fourni à l'avocat de Trump une copie du mandat et un manifeste détaillé de trois pages, appelé un reçu de propriété, qui énumérait l'inventaire des biens saisis. Les agents du FBI ont quitté la propriété vers 18 h 30 avec les cartons.
Peter Schorsch, l'éditeur de FloridaPolitics.com, a été le premier à rendre compte de l'événement. Trump a également reconnu publiquement la recherche.
Le FBI a ensuite émis une autre assignation à comparaître pour la vidéo de surveillance de Mar-a-Lago pendant les semaines précédant la perquisition, suggérant que Trump pourrait toujours retenir des documents gouvernementaux supplémentaires.
Selon le journaliste William Reymond, qui écrit sur X le 14 septembre 2023, "Le terme de « raid de Mar-a-Lago » est un élément de langage créé et utilisé par Trump et ses alliés. 
Il induit une intervention armée, violente et illégale. Et sous-entend l’idée que Trump a été visé par le gouvernement en place dans son rôle de premier opposant politique. 
Le terme exact est celui de perquisition. Elle est effectuée dans un cadre légal, à la suite d'une enquête qui permet d’établir sa nécessité. Elle est ensuite validée et ordonnée par un juge. 
La perquisition de Mar-a-Lago n’est pas un raid mais une étape logique et légale après plusieurs mois d’échanges entre les avocats de Trump, le FBI et le service des Archives Nationales. 
La perquisition a été décidée après l’obtention de preuves démontrant que 1) Trump détenait illégalement des documents classifiés touchant à la sécurité nationale 2) que les conditions de stockage des documents étaient inquiétantes 3) que Trump mentait dans les déclarations les concernant, les faisant déplacer dans plusieurs pièces de Mar-a-Lago."

## Réactions
Trump a condamné la perquisition sur son réseau social, déclarant "Ce sont des temps sombres pour notre nation, car ma belle maison, Mar-a-Lago à Palm Beach, en Floride, est actuellement assiégée, perquisitionnée et occupée par un grand groupe d'agents du FBI. Rien de tel n'est jamais arrivé à un président des États-Unis auparavant." Il a comparé la recherche au scandale du Watergate des années 1970 et a allégué qu'il était politiquement motivé pour l'empêcher de se présenter à la présidence lors de l'élection présidentielle américaine de 2024,.
Plusieurs politiciens républicains, dont le gouverneur de Floride Ron DeSantis, et des commentateurs conservateurs ont condamné la recherche tandis que plusieurs politiciens du Parti démocrate ont exprimé leur soutien à la recherche. Certains commentateurs de droite ont fait valoir que la recherche pourrait conduire à la violence et à des troubles, comme appeler à une autre guerre civile grâce à la tendance #CivilWar sur Twitter par exemple,,. Les partisans de Trump se sont rassemblés à l'extérieur de Mar-a-Lago portant des pancartes et des drapeaux.

## Suites
Le 8 juin 2023, un mandat d'arrêt fédéral est déposé contre Donald Trump pour la rétention illégale des archives, une première pour un ancien président. Il est également visé pour une autre procédure fédérale concernant le renversement des résultats de la présidentielle de 2020 ainsi que deux mises en examen en Géorgie et à New York.
United States of America v. Donald J. Trump, Waltine Nauta, and Carlos De Oliveira (en) est une procédure en cours. 